# Ergasilus rhinos
Ergasilus rhinos är en kräftdjursart som beskrevs av Burris och G. C. Miller 1972. Ergasilus rhinos ingår i släktet Ergasilus och familjen Ergasilidae. Inga underarter finns listade i Catalogue of Life.